# NGC 6520

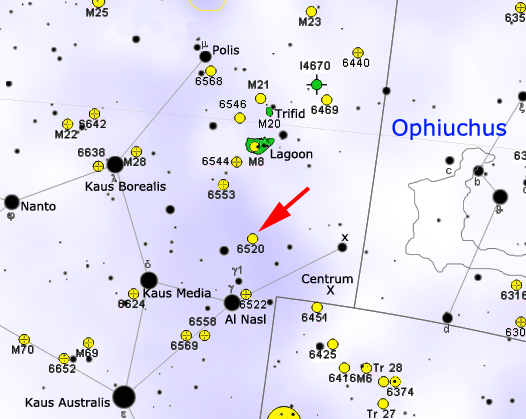
顯示NGC 6520位置的星圖

NGC 6520是位於星座人馬座，疊加在大人馬座恆星雲上的一個疏散星團。它的視星等為9.0，直徑5弧分，G級。它有大約25顆9至12等的恆星。暗星雲巴納德86位於其西側邊緣附近。

## 外部連結
- 维基共享资源上的相關多媒體資源：NGC 6520
- WikiSky上关于NGC 6520的内容：DSS2, SDSS, GALEX, IRAS, 氢α, X射线, 天文照片, 天图, 文章和图片